# Choctaw (cheval)
Pour les articles homonymes, voir Choctaw.
Le Choctaw est une race chevaline provenant de l'État du Mississippi, aux États-Unis. Sélectionnée et utilisée à l'origine par la tribu amérindienne des Choctaws, elle est caractérisée par sa robe souvent pie et son aptitude à l'équitation de travail. Chez les Amérindiens, ces chevaux symboles de richesse, de gloire, d'honneur et de prestige sont troqués contre des biens ou des vivres. La race est mise en péril lorsque ses éleveurs amérindiens sont consignés dans des réserves. Elle se raréfie encore au XXe siècle, au point que l’effectif atteint une centaine d'individus. Grâce à l'action de quelques passionnés, elle est désormais protégée.

## Histoire

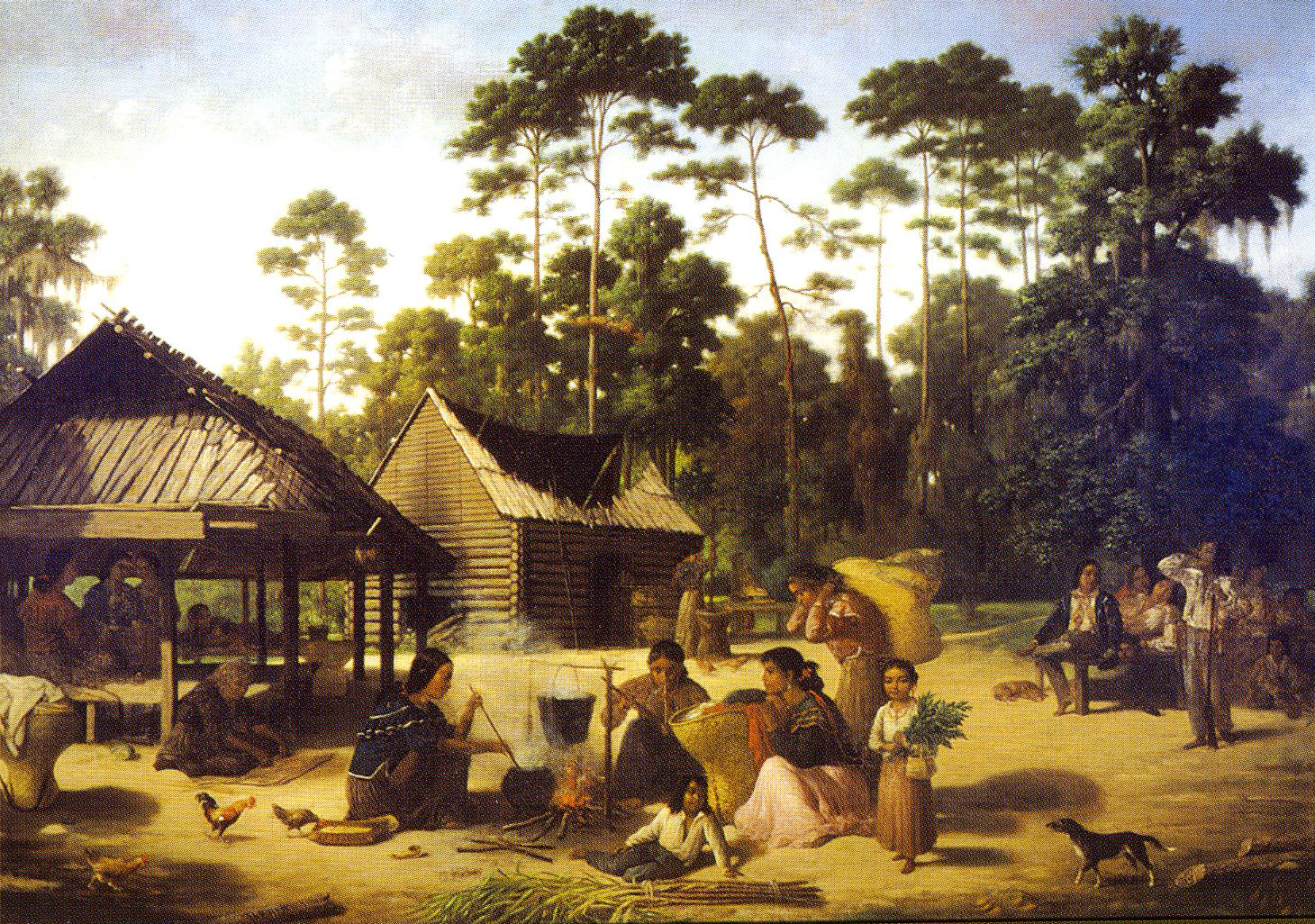
Un village Choctaw en 1869, vu par Francois Bernard.

L'histoire de la race est relativement bien connue, grâce à la préservation des traditions orales de la tribu Choctaw, ce qui permet de connaître le sort des chevaux du XVIe siècle au XIXe siècle. Les récits de voyages des colons européens de la fin du XVIIe siècle au début du XVIIIe siècle comportent aussi des notes faisant l'éloge des chevaux de certaines tribus amérindiennes. Quelques tribus se sont en effet distinguées dans l'élevage, en particulier les Cherokees, les Chickasaws et les Creeks. Toutes leurs races tribales ont disparu sous leur forme historique de nos jours sauf deux, le cheval des Cherokee et celui des Choctaws.
Comme la plupart des chevaux du continent américain, le Choctaw descend de montures importées par les conquistadores espagnols. En 1539, certains chevaux s'échappent le long de la côte est des États-Unis, lors d'affrontements avec les tribus amérindiennes. La tribu des Choctaw, plutôt pacifique, s'en empare. Ces nomades élèvent ensuite un troupeau assez nombreux et se déplacent de la Caroline du Nord vers le Mississippi, puis l'Oklahoma sur les ordres des colons européens, que les terres de l'Ouest n'intéressent pas. Grâce à leur talent pour le commerce, vers 1690 ils troquent leurs animaux avec d'autres tribus Amérindiennes dans les grandes plaines. Ils sélectionnent les chevaux, en particulier, sur la robe pie. Quand l'Oklahoma devient officiellement une partie des États-Unis d'Amérique, les Choctaws sont placés dans des réserves et pour limiter leurs possibilités de déplacements, les Américains abattent un grand nombre de leurs montures.
De 1 500 individus recensés en 1970, l'effectif de la race plonge à une centaine au début du XXIe siècle en raison d'abattages pour fournir le marché de la viande, mais aussi de la mort d'éleveurs âgés, dont le troupeau est ensuite dispersé. C'est alors qu'une poignée de passionnés obtiennent des mesures de protection en faveur de la race. Ces familles, grâce auxquelles la race a perduré, se nomment les Brame, les Crisps, les Locke, les Self, les Helms, les Thurman et les Carter : ensemble, ils détiennent plusieurs centaines de chevaux très typés espagnol et aux robes variées.

## Description
Les Choctaws appartiennent à la même famille que les Mustangs, mais sont plus proches du cheval colonial espagnol. La taille va de 1,32 m à 1,42 m, ce qui correspond à celle d'un grand poney, bien qu'il se rapproche morphologiquement du cheval. La tête est expressive et dotée d'un front large, le chanfrein est rectiligne ou légèrement convexe, l'œil est vif. L'encolure est bien attachée et légèrement arquée. Bien que la poitrine soit peu ouverte, elle ne manque pas de profondeur ni de puissance. Le garrot est peu saillant, le dos long et les reins larges, la croupe inclinée, la queue attachée bas. Longs et fins, les membres ont de solides articulations, et les pieds une corne très dure. Certains chevaux amblent naturellement.

### Robes
Toutes les robes sont admises, mais le pie (tobiano, overo ou sabino) est le plus commun. On trouve notamment des robes isabelle, toutes les variantes du gène dun (y compris avec des marques primitives) et beaucoup de bais, mais aussi le rouan, et les différentes robes tachetées. Les Amérindiens attribuaient une signification à chaque particularité de la robe,.

### Tempérament
Ils sont intelligents et énergiques, trapus, solides et dotés d'une grande résistance. D'après ses éleveurs, la race est vive et équilibrée, se laissant facilement manipuler,.

## Utilisations
Ils ont un excellent sens du bétail, ce qui leur permet d'exceller en équitation de travail. Solides, ils sont suffisamment robustes pour être des chevaux de bât. Ils sont appropriés pour l’équitation western.

## Diffusion de l'élevage
La race est très rare et particulièrement menacée, peu d'élevages existent. Il est vraisemblable qu'en l'absence d'une association de race, le Choctaw ait déjà disparu. Les élevages actuels sont répartis entre le Texas, l'Oklahoma et le Nouveau-Mexique. Du fait de la mise en place très récente des mesures de protection et de sauvegarde, plusieurs décennies pourraient être nécessaires avant de stabiliser un effectif viable.  L’Equus Survival Trust considère la race (2016) comme étant en danger critique d'extinction et presque éteinte, ce qui signifie qu'elle possède moins de 100 femelles capables de se reproduire.